# Glicirricina
La glicirricina (ácido glicirricínico, glicirrinato) es un compuesto natural (que se encuentra principalmente en la raíz del regaliz, Glycyrrhiza glabra) que tiene propiedades como antiherpético para el herpes simple tipo I, II, Zóster y el virus de papiloma humano. La glicirricina tiene efecto antiviral; inhibe la replicación del VIH y SARS-asociados  en células humanas. También se usa por sus propiedades edulcorantes, antiinflamatorias y expectorante; aumenta la secreción de mucus originando así a nivel gastrointestinal una acción antiácida y antiulcerosa. Tiene una estructura química muy similar a la  aldosterona, hormona de actividad mineralocorticoide, que actúa a nivel de túbulos renales originando retención de sodio y de agua, y también pérdida de potasio a este nivel, pudiendo originar edema e hipertensión.
La glicirricina tiene efectos mineralocorticoides indirectos y es este su principal efecto secundario. También inhibe el metabolismo del cortisol, y tiene cierta acción bacteriostática y antiviral. Se la utiliza mucho en la industria del tabaco para mejorar el sabor de este.

## Características químicas
La glicirricina es un saponósido triterpénico, que se encuentra en forma de sal de calcio o potasio en la raíz del regaliz. Es un glucósido que le da al regaliz su sabor dulce característico, que es más dulce que el azúcar de caña.
La glicirricina, al ser metabolizada por la flora intestinal, se convierte en ácido glicirretínico, metabolito activo.

## Usos No Biológicos
Se utiliza como saborizante en algunos dulces, bebidas y productos farmacéuticos por su dulzura.

## Efecto Biológico
Antiiflamatorio: Inhibe enzimas como la 15-hidroxiprostaglandina deshidrogenasa que degradan prostaglandinas, aumentando su efecto protector en la mucosa gástrica.
Antiviral: Tiene efecto contra ciertos virus como el virus del herpes simple o virus de la hepatitis.
- Virus de Hepatitis B[8]
- SARS-CoV-2,[5][3][4] agente causal del COVID-19.
- Virus de Hepatitis C[9]
- Virus de la Inmunodeficiencia Humana, VIH[10][11][12]
- Virus del Herpes [13]

Antioxidante: Reduce el daño oxidativo celular.
Inmunomodulador: Modula la actividad de células inmunes, especialmente en enfermedades autoinmunes o inflamatorias.
Antiespasmódico y antitusivo: Razón por la cual se usa en jarabes para la tos.

### Efecto Antiviral contra VIH
La glicirricina y su metabolito, el ácido glicirricínico, han demostrado en estudios in vitro la capacidad de inhibir la replicación del VIH. Se cree que interfiere con etapas específicas del ciclo viral, como la entrada del virus en las células o la actividad de la transcriptasa inversa.
La mayoría de los estudios se han realizado en laboratorio (in vitro) o en modelos animales, y faltan ensayos clínicos robustos en humanos que confirmen su eficacia y seguridad. Además, la biodisponibilidad de la glicirricina en el cuerpo humano puede ser baja, lo que limita su aplicación práctica.

## Aplicaciones clínicas
- Tratamiento sintomático de úlceras gástricas (como parte del DGL, o regaliz deglicirricinado). Tiene efectos antiinflamatorios y protectores de la mucosa gástrica, posiblemente al aumentar la producción de moco y reducir la actividad de Helicobacter pylori.
- Alivio de síntomas respiratorios, ya que tiene propiedades expectorantes y antiinflamatorias al reducir la inflamación de las vías respiratorias, facilita la expulsión de la mucosidad y puede tener efectos antivirales contra patógenos respiratorios.
- Tratamientos dermatológicos homeopáticos.[15]

- Su uso en medicina tradicional y en la medicina china, japonesa (kampo) y ayurvédica es extenso.

## Toxicidad
El consumo excesivo de glicirricina puede llevar a un síndrome pseudo-hiperaldosteronémico, donde hay hipertensión arterial, hipopotasemia, alcalosis metabólica, retención de sodio y agua, debilidad muscular.
- Esto ocurre porque inhibe la enzima 11β-hidroxiesteroide deshidrogenasa tipo 2, permitiendo que el cortisol active los receptores de aldosterona, causando efectos similares a un exceso de esta hormona.[17]